# Aloe schoenlandi
Aloe schoenlandi é uma espécie de liliopsida do gênero Aloe, pertencente à família Asphodelaceae.